# Dominic Thiem
Dominic Thiem (Wiener Neustadt, 3 de setembro de 1993) é um ex-tenista profissional austríaco, conquistou 17 títulos, incluindo 1 Grand Slam e 3 vices, alcançou o ranking 3 da ATP .
Uma lesão em seu punho o forçou a se aposentar.
Foi o tenista que mais vezes derrotou o Big Three.

## Carreira

### Juvenil
Dominic Thiem foi um dos melhores juniores da sua geração, tendo chegado a ocupar o segundo posto do ranking mundial em 2011, na sequência do título no Orange Bowl (considerado o campeonato do Mundo de juniores) e da final do Torneio de Roland-Garros, onde perdeu para o americano Bjorn Fratangelo, de virada, por 3–6, 6–3, 8–6.

### 2013
Essa temporada foi de afirmação para Thiem no circuito profissional. Ele jogou principalmente Challengers e Futures. O jovem austríaco iniciou a temporada fora do top 300 e chegou ao final do ano já dentro dos 150 primeiros.
Em julho, Thiem recebeu um wild card para a chave principal do ATP 250 de Kitzbühel, na Áustria, onde conquistou a sua primeira vitória em torneios ATP e foi até as quartas de final do torneio, pois surpreendeu o compatriota Jurgen Melzer, cabeça de chave número 4, ao aplicar parciais de 7/5 e 6/3. Com apenas 19 anos de idade, Thiem fazia sua melhor campanha da carreira neste nível de torneio, conseguindo pela primeira vez duas vitórias seguidas. Entretanto, na partida seguinte, ele perdeu nas quartas para o espanhol Albert Montañés em dois sets, por por 6-4 e 6-3.
Em outubro, Dominic Thiem chegou a sua segunda quartas de final de torneios ATP da carreira no ATP 250 de Viena, na Áustria. Mas, nas quartas, o primeiro cabeça de chave, o francês Jo-Wilfried Tsonga derrotou Thiem no tie-break do terceiro set por 6/4, 3/6 e 7/6 (7-3).

### 2014
No início de maio, quando não figurava nem entre os 50 melhores do mundo, após ser derrotado por 6/1 no primeiro set, a promessa austríaca Dominic Thiem, na época com apenas 20 anos, vence por 2 a 1 (1/6, 6/2 e 6/4), em 1h44 de jogo e elimina o terceiro do mundo, o suíço Stanislas Wawrinka, do Masters 1000 de Madri. Em seguida, nas oitavas de final, o jovem austríaco enfrentaria o espanhol Feliciano López, mas Thiem, alegando uma enfermidade, desistiu da partida.
Em 2 de agosto de 2014, então 50.º colocado do ranking mundial e com apenas 20 anos de idade, disputou sua primeira final de torneios ATP na carreira. Mas na decisão, o tenista belga David Goffin, então n.° 78 do mundo, tirou vantagem do cansaço de Dominic Thiem e conquistou seu primeiro título de nível ATP da carreira, estragando a festa da torcida local austríaca na final do ATP 250 de Kitzbühel, na Áustria. Thiem perdeu de virada, por 2 sets a 1, com parciais de 4/6, 6/1 e 6/3.
No final de agosto, Dominic Thiem, então com 20 anos, já figurava como 45º melhor tenista do mundo. Desse modo, teve um duro caminho no US Open de 2014. Onde, pela primeira vez disputando o torneio como profissional, na primeira rodada, teve pela frente o eslovaco Lukas Lacko, e sem dificuldades ganhou em sets diretos, por 6/3, 6/3 e 6/2. Em seguida, já enfrentou o cabeça de chave número 11, o letão Ernests Gulbis. E fizeram um duelo de 3h45, que terminou com uma espetacular virada de Thiem pelo placar de 4/6, 3/6, 6/4, 6/3 e 6/3. Depois, pela terceira rodada, derrubou mais um cabeça de chave, ao vencer o canhoto espanhol Feliciano López, 19º favorito, em sets diretos, por 6/4, 6/2 e 6/3. Entretanto, nas oitavas de final acabou perdendo para o cabeça de chave número seis da competição, o tcheco Tomas Berdych, por 3 sets a 0, com parciais de 6/1, 6/2 e 6/4.

### 2015
No dia 31/03/2015, em partida válida pelo Masters de Miami, Thiem, na época com 21 anos, ganhou do francês Adrian Mannarino por 7/6, 4/6 e 7/5 para alcançar pela primeira vez as quartas de um Masters 1000. Mas na partida seguinte, o terceiro cabeça de chave Andy Murray se recuperou de um começo de jogo ruim para bater o austríaco Dominic Thiem de virada por 3-6, 6-4 e 6-1 e chegar às semifinais do torneio.
Em 23 de maio de 2015, Thiem, então 42.º colocado do ranking mundial, conquistou o primeiro título ATP da carreira, ao sagrar-se campeão do torneio de Nice, evento de categoria ATP 250. Para isso acontecer, ele triunfou na decisão do torneio sobre o argentino Leonardo Mayer, então 24.º do mundo, em três sets e, pelas parciais de 6/7(8), 7/5 e 7/6(2), num confronto de quase 3 horas.
Em 26 de julho de 2015, Thiem ganhou o título do ATP 250 de Umag, na Croácia, e conquistou seu segundo torneio de nível ATP da carreira. Então 26.º no ranking mundial, passou com facilidade pelo 
português João Sousa (56.º) na final da competição realizada em solo 
croata por 2 sets a 0, com parciais de 6/4 e 6/1.
No primeiro dia de agosto, Dominic Thiem, segundo cabeça de chave do ATP 250 de Gstaad, na Suíça, derrotou o espanhol Feliciano López, terceiro favorito, e se classificou para a decisão do torneio. No dia seguinte, em 2 de agosto de 2015, exatamente um ano depois de disputarem a primeira final de ATP, Dominic 
Thiem e David Goffin voltaram a se encontrar em uma disputa de título de torneios ATP. Se em 2014 o belga Goffin havia triunfado no saibro do ATP 250 de Kitzbühel, na Áustria, em 2015 foi a vez do austríaco Thiem levar a melhor e conquistar o ATP 250 de Gstaad, com parciais de 7/5 e 6/2. Com a vitória, Thiem, à época com 21 anos, faturou o terceiro título na temporada de 2015 e na carreira, após os ATPs 250 de Umag (Croácia) e Nice (França), esses também disputados sobre saibro, como em Gstaad.

### 2016
Em 9 de janeiro de 2016, Dominic Thiem perdeu a chance de ir a mais uma final de torneio ATP ao perder na semifinal do ATP 250 de Brisbane, na Austrália, para o suíço Roger Federer por 6/1 e 6/4.
Em 14 de fevereiro de 2016, após salvar match point e eliminar Rafael Nadal na semi, Dominic Thiem comemorou seu quarto título ATP na carreira e em quadras de saibro. Pois o austríaco, então com 22 anos e número 19 do mundo, conquistou o ATP 250 de Buenos Aires ao vencer a final contra o experiente espanhol de 30 anos Nicolás Almagro, ex-top 10 e então apenas 72º colocado mundial, por 7/6 (7-2), 3/6 e 7/6 (7-4) em 2h28 de partida.
O título em Buenos Aires, um ATP 250 argentino, parece ter feito bem para Dominic Thiem. Pois, na semana seguinte, o tenista austríaco repetiu as boas atuações no país vizinho (Brasil) e avançou às semifinais do Rio Open, desta vez um ATP 500, ao derrotar o espanhol David Ferrer, então atual campeão do torneio carioca e número 6 do mundo, por 2 sets a 0 – com parciais de 6/3 e 6/2. Mas, em seguida, na luta por uma vaga na final, ele teve pela frente Guido Pella da Argentina. E o tenista argentino, então 71º do mundo, surpreendeu e venceu Thiem, quinto favorito do torneio e que ocupava a 19ª colocação no Ranking da ATP, em dois sets, com parciais de 6/1 e 6/4.
Na semana seguinte, ainda em fevereiro, Dominic Thiem aos 22 anos e número 15 mundial, sagrou-se campeão do torneio de Acapulco e deu mais um passo muito importante na sua carreira, ao vencer o primeiro torneio de categoria ATP 500. Pois em uma excelente final que o colocou frente a frente com o também jovem (23 anos) e talentoso australiano Bernard Tomic, número 21 do ranking da ATP, Thiem conseguiu impor-se por 7-6(6), 4-6 e 6-3, numa batalha que se prolongou por intensas 1h56. Este foi o quinto título da carreira do jovem nascido nos subúrbios de Viena, sendo que todos (!) foram conquistados no espaço de 9 meses. Este é também o seu primeiro troféu fora da terra batida (saibro), depois de vitórias em Nice, Umag, Gstaad e Buenos Aires.
Depois de jogar nove partidas no saibro sul-americano e outras cinco no piso duro de Acapulco nas últimas três semanas, Dominic Thiem mostrou sua boa fase e venceu os três jogos contra tenistas de Portugal para classificar a Áustria no Zonal I Euro/África da Copa Davis. Para isso acontecer, no primeiro dia derrotou Gastão Elias, 121º, em cinco sets com 3/6, 7/5, 6/3, 1/6, e 7/6 (8-6). Depois, no segundo dia, ao lado do parceiro Alexander Peya derrotou Elias e João Sousa por 6/7 (8-6), 6/7(7-4), 6/1, 6/3 e 6/4. Já no terceiro dia, venceu Sousa, 37º, no duelo entre os dois líderes dos países por 3 sets a 0 com 6/2, 6/4 e 6/2 após 1h34min marcando 3 a 1 pro time austríaco. E essa disputa de Davis foi proveitosa para Thiem, pois, por ter vencido seus dois jogos de simples, ganhou como prêmio uma colocação na lista da ATP, indo para o 13º posto, o melhor da carreira até então.
Posteriormente, em meados de março, pelo Masters 1000 de Indian Wells, o francês Jo-Wilfried Tsonga confirmou o seu favoritismo nas oitavas de final e superou com sobras Dominic Thiem, por 2 sets a 0, com parciais de 6/3 e 6/2. Na sequência, no final de março, depois de vencer o australiano Sam Groth e despachar o japonês Yoshihito Nishioka, o austríaco mesmo em dia inspirado e em bom momento na temporada, não foi páreo para o número 1 do mundo, Novak Djokovic, que salvou um total de treze break points no jogo para vencer por 2 sets a 0, parciais de 6/3 e 6/4 em 1h40, pelas oitavas de final do Masters 1000 de Miami.
Próximo a meados de abril, número 5 do ranking mundial da ATP, Rafael Nadal conseguiu sua vingança pessoal contra o austríaco Dominic Thiem pela derrota sofrida na semifinal do ATP 250 de Buenos Aires, em fevereiro. Pois o espanhol fez 2 sets a 0, parciais de 7/5 e 6/3, em 2h03mim08s, e avançou para as quartas de final do Masters 1000 de Monte Carlo. Poucas semanas depois, no final de abril, Thiem conquistou sua 29ª vitória do ano ao superar o alemão Alexander Zverev por 2 sets a 1, com parciais de 4/6, 6/2 e 6/3. Essa vitória o fez avançar à final do Torneio de Munique, na Alemanha. Mas na decisão, já no primeiro dia de maio, o alemão Philipp Kohlschreiber, 27º do ranking, se sagrou tricampeão do ATP 250 de Munique ao bateu o jovem austríaco Dominic Thiem, 15º da ATP e 3º favorito ao título, por 7/6(7), 4/6 e 7/6(4), em mais de 2h30min de jogo.
Na semana seguinte, ainda na primeira semana de maio, o argentino Juan Martín Del Potro supera Thiem na estreia do Masters 1000 de Madri com a uma surpreendente vitória por 2 sets a 0, parciais de 7/6 (5) e 6/3 em 1h44 de confronto. Na semana seguinte, próximo a meados de maio, o suíço Roger Federer, então número 2 do mundo, foi eliminado nas oitavas de final do Masters de Roma pelo jovem Dominic Thiem, então 15º do ranking mundial, por 7-6 (7/2) e 6-4. Mas na partida seguinte, o tenista japonês Kei Nishikori venceu o austríaco por dois sets a zero, com parciais de 6/3 e 7/5, em uma hora e 39 minutos de jogo. Com a vitória, o tenista do Japão avançou à semifinal do Masters 1000 de Roma, na Itália. Já no dia 21 de maio, o austríaco Dominic Thiem conquistou seu terceiro título em 2016, desta vez o do ATP 250 de Nice. Onde na final, então número 15 do ranking mundial, ele derrotou o promissor alemão Alexander Zverev por 6-4, 3-6 e 6-0, em uma hora e 30 minutos, e defendeu assim os pontos que tinha conseguido no ano anterior, quando também foi campeão.
Na sequência, pelo Torneio de Roland Garros, Thiem supera Inigo Cervantes, Guillermo Garcia-Lopez, Alexander Zverev, Marcel Granollers e David Goffin para ingressar na elite do tênis mundial. Com o resultado, além de alcançar pela primeira vez o top 10 da ATP, ele disputa a sua primeira semifinal de Grand Slam. Mas nas semifinais, o austríaco teve pela frente o sérvio Novak Djokovic, então número um do ranking. E esse confirmou seu favoritismo vencendo por 3 sets a 0 e dominando a partida com grande competência. As parciais foram de 6/2, 6/1 e 6/4. O jogo teve pouco mais de 1h45 minutos de duração. Após fazer semifinal em Roland Garros, Thiem vence Sam Groth, Mikhail Youzhny e Roger Federer para ir à final do ATP 250 de Stuttgart, na Alemanha. Já na decisão, em grande fase na temporada e então número 7 do mundo, o austríaco Dominic Thiem confirmou o momento ao derrotar o jogador da casa Philipp Kohlschreiber (25º) de virada por 2 sets a 1, parciais de 6/7 (2), 6/4 e 6/4. A conquista foi a quarta do jovem tenista em 2016, sendo o primeiro troféu de sua carreira na grama.

## ATP Finais

### Simples: 27 (17 títulos, 10 vices)
| Legenda (Simples)                 |
| --------------------------------- |
| Grand Slams (1–3)                 |
| ATP World Tour Finals (0–1)       |
| ATP World Tour Masters 1000 (1–2) |
| ATP World Tour 500 Series (5–2)   |
| ATP World Tour 250 Series (10–2)  |

| Título  | N°  | Data                    | Torneio                              | Piso        | Oponente       | Resultado                |
| ------- | --- | ----------------------- | ------------------------------------ | ----------- | -------------- | ------------------------ |
| Vice    | 1.  | 2 de agosto de 2014     | ATP de Kitzbühel, Kitzbühel, Austria | Saibro      | David Goffin   | 6–4, 1–6, 3–6            |
| Campeão | 1.  | 23 de maio de 2015      | ATP de Nice, Nice, França            | Saibro      | Leonardo Mayer | 6–7(8–10), 7–5, 7–6(7–2) |
| Campeão | 2.  | 26 de julho de 2015     | ATP de Umag, Croácia                 | Saibro      | João Sousa     | 6-4, 6-1                 |
| Vice    | 10. | 02 de Fevereiro de 2020 | Australian Open, Austrália           | Quadra dura | Novak Djokovic | 4/6, 6/4, 6/2, 3/6 e 4/6 |